# Paul Guilfoyle (Schauspieler, 1949)

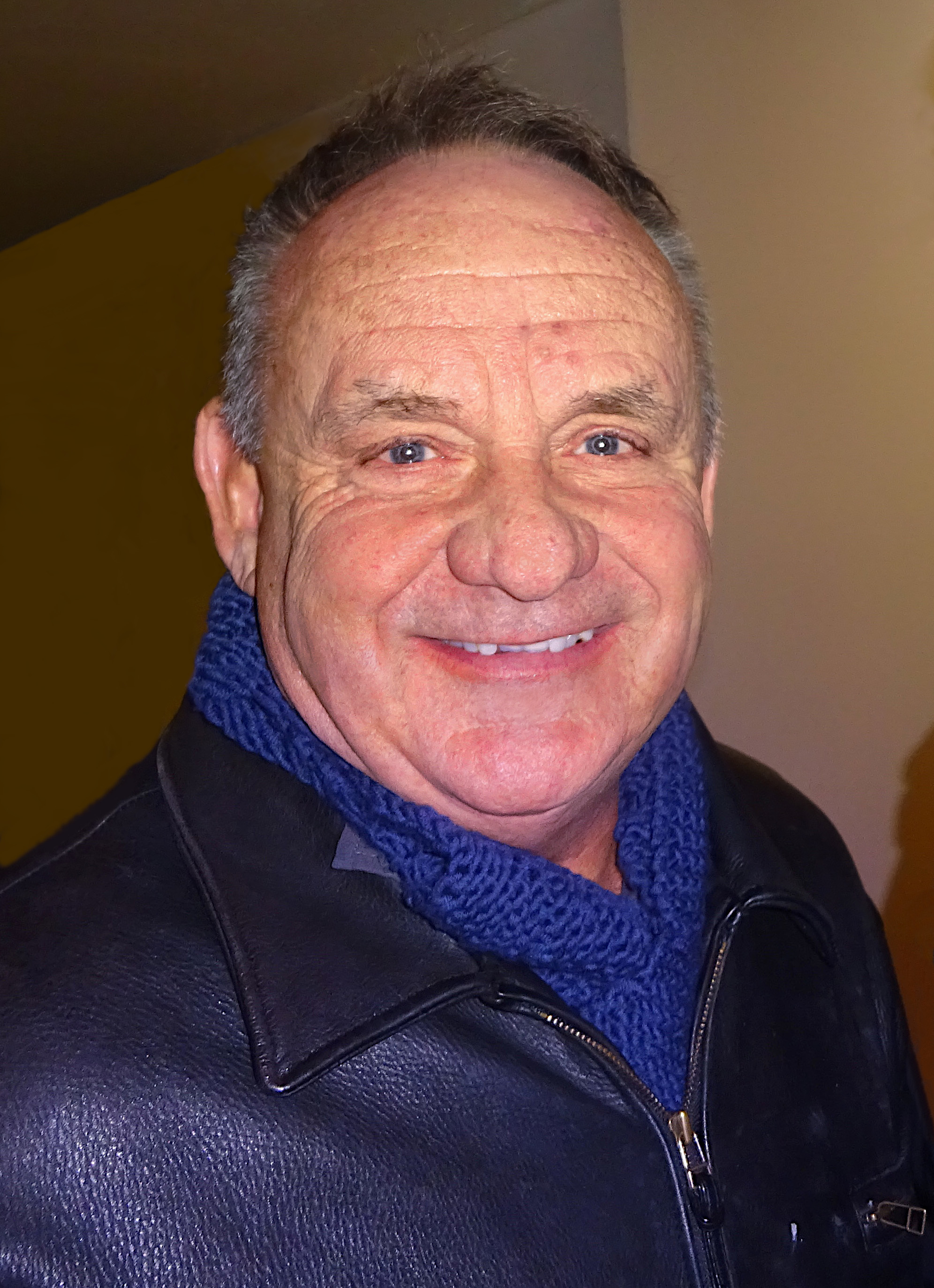
Paul Guilfoyle im Jahr 2016

Paul Guilfoyle (* 28. April 1949 in Boston, Massachusetts) ist ein US-amerikanischer Schauspieler.

## Leben
Paul Guilfoyle begann seine Karriere als Schauspieler im Jahr 1975. Seine erste größere Rolle hatte er in dem Film Howard – Ein tierischer Held an der Seite von Tim Robbins. Darauf folgten Rollen in so erfolgreichen Filmen wie Beverly Hills Cop II mit Eddie Murphy und Judge Reinhold und dem Oscar-prämierten Film Wall Street mit Michael Douglas. Zu weiteren Rollen zählten Auftritte in Filmen wie Mrs. Doubtfire – Das stachelige Kindermädchen, Amistad und Verhandlungssache.
Neben seiner Filmarbeit hatte er auch Gastauftritte in Fernsehserien wie Law & Order, Ally McBeal und Miami Vice. Von 2000 bis zu seinem Ausstieg im Jahr 2014 spielte er eine der Hauptrollen in der erfolgreichen Fernsehserie CSI: Den Tätern auf der Spur, die von Jerry Bruckheimer produziert wird. Sein Schaffen für Film und Fernsehen umfasst mehr als 110 Produktionen.
2005 spielte er die Hauptrolle in dem Video Broken Wings der Rockband Alter Bridge.
Zu dem gleichnamigen, 1902 geborenen Schauspieler besteht keine Verwandtschaft.

## Filmografie (Auswahl)
- 1975: Next Door (Kurzfilm)
- 1976: The Murderer
- 1981: Ephraim McDonald’s Kentucky Ride
- 1986: Howard – Ein tierischer Held (Howard the Duck)
- 1986: Crime Story (Fernsehserie, Folge 1x12)
- 1987: Beverly Hills Cop II
- 1987: Wall Street
- 1987: Spenser
- 1987: Noch drei Männer, noch ein Baby (Three Men and a Baby)
- 1988: Die Schlange im Regenbogen (The Serpent and the Rainbow)
- 1988: Katie & Allie (Fernsehserie, Folge 5x16)
- 1988: Cops im Zwielicht (Internal Affairs, Fernsehfilm)
- 1987, 1989: Miami Vice (Fernsehserie, 2 Folgen)
- 1989: Big Business (Dealers)
- 1989: Unsub
- 1989: Der Equalizer (The Equalizer, Fernsehserie, 4X19)
- 1989: Big Time
- 1990: The Local Stigmatic
- 1990: Law & Order (Fernsehserie, Folge 1x06)
- 1990: Neugier tötet (Curiosity Kills)
- 1990: Cadillac Man
- 1991: Kojak: Dunkle Beziehungen (Kojak: Fatal Flaw, Fernsehfilm)
- 1991: Der Preis der Macht (True Colors)
- 1991: Unnatural Pursuits
- 1991: Brattigan – Reporter mit Biss (The Great Pretender)
- 1991: Darrow
- 1992: Geliebte Agentin (Notorious)
- 1992: Eiskalte Leidenschaft (Final Analysis)
- 1992: Those Secrets
- 1992: Dead Ahead: The Exxon Valdez Disaster
- 1992: Jimmy Hoffa (Hoffa)
- 1993: Naked in New York
- 1993: Land in Flammen (Class of ’61)
- 1993: Die Nacht mit meinem Traummann (The Night We Never Met)
- 1993: Mrs. Doubtfire – Das stachelige Kindermädchen (Mrs. Doubtfire)
- 1994: Amelia Erhart – Der letzte Flug (Amelia Earhart: The Final Flight)
- 1994: Little Odessa
- 1996: Eine Couch in New York (Un divan à New York)
- 1996: Das große Basketball-Kidnapping (Celtic Pride)
- 1996: Mississippi Delta – Im Sumpf der Rache (Heaven’s Prisoners)
- 1996: Striptease
- 1996: Extrem … mit allen Mitteln (Extreme Measures)
- 1996: Kopfgeld – Einer wird bezahlen (Ransom)
- 1996: Burning Zone – Expedition Killervirus (The Burning Zone, Fernsehserie, Folge 1x01)
- 1997: L.A. Confidential
- 1997: Air Force One
- 1997: Amistad
- 1998: Verhandlungssache (The Negotiator)
- 1998: Mit aller Macht (Primary Colors)
- 1999: Überall, nur nicht hier (Anywhere But Here)
- 1999: Jenseits der Träume (In Dreams)
- 1999: Entropy
- 2000: Cuba libre – Dümmer als die CIA erlaubt (Company Man)
- 2000–2015: CSI: Den Tätern auf der Spur (CSI: Crime Scene Investigation, Fernsehserie, 319 Folgen)
- 2002: Live aus Bagdad (Live from Baghdad)
- 2004: Der Venedig Code (Tempesta)
- 2015: Spotlight
- 2015: Der vierte Mann (Den fjärde mannen)
- 2016: Colony (Fernsehserie, 8 Folgen)
- 2016: Pandemic – Fear the Dead (Pandemic)
- 2017–2018: The Good Fight (Fernsehserie, 11 Folgen)
- 2020: Star Trek: Discovery (Fernsehserie, 2 Folgen)
- 2021: CSI: Vegas (Fernsehserie, 2 Folgen)
- 2021: Don’t Look Up
- 2023: Julia (Fernsehserie, 2 Folgen)
- 2024: Evil (Fernsehserie, 2 Folgen)

## Videospiele
- 2010: CSI: Fatal Conspiracy (L.V.P.D. Captain James ‘Jim’ Brass Synchronisation)
- 2009: CSI Crimes Scene Investigation – Deadly Intent (L.V.P.D. Captain James ‘Jim’ Bress Synchronisation)
- 2007: CSI: Crimes Scene Investigation – Hard Evidence (L.V.P.D. Captain James ‘Jim’ Bress Synchronisation)
- 2006: CSI: 3 Dimensions of Murder (L.V.P.D. Captain James ‘Jim’ Bress Synchronisation)
- 2004: CSI: Crimes Scene Investigation – Dark Motives (L.V.P.D. Captain James ‘Jim’ Bress Synchronisation)
- 2003: CSI: Crimes Scene Investigation (L.V.P.D. Captain James ‘Jim’ Bress Synchronisation)

## Auszeichnungen
- 2002: Nominierung für den Screen Actors Guild Award in der Kategorie Outstanding Performance by an Ensemble in a Drama Series
- 2003: Nominierung für den Screen Actors Guild Award in der Kategorie Outstanding Performance by an Ensemble in a Drama Series
- 2004: Nominierung für den Screen Actors Guild Award in der Kategorie Outstanding Performance by an Ensemble in a Drama Series
- 2005: Screen Actors Guild Award in der Kategorie Outstanding Performance by an Ensemble in a Drama Series